# Pherbellia
Pherbellia är ett släkte av tvåvingar. Pherbellia ingår i familjen kärrflugor.

## Bildgalleri

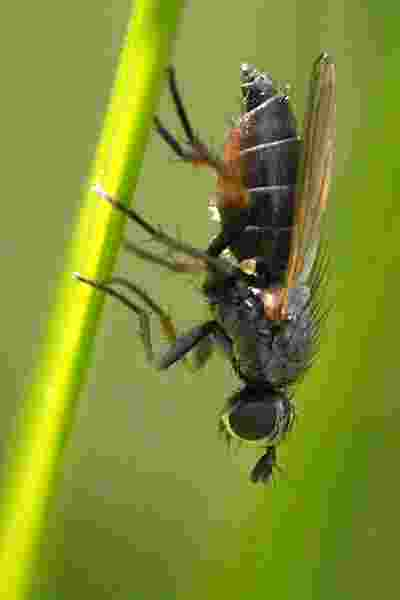
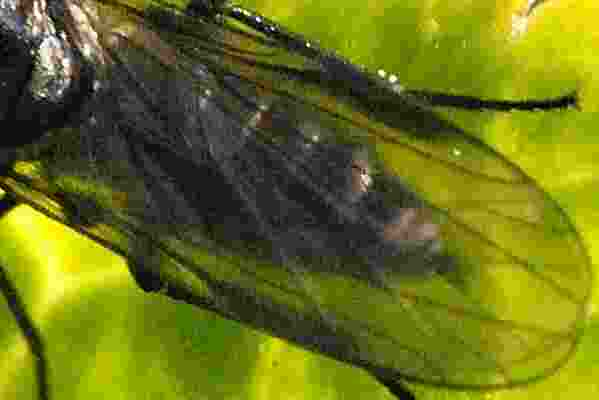
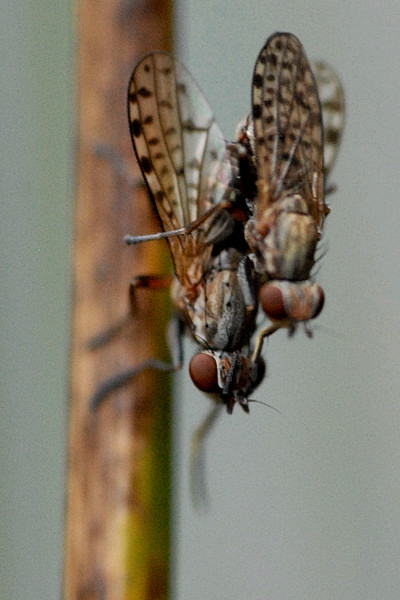
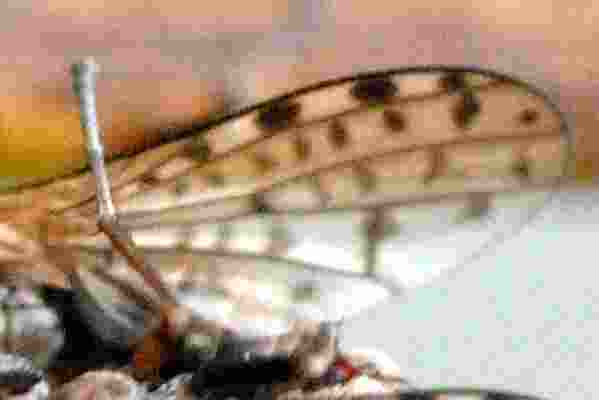

## Dottertaxa tillPherbellia, i alfabetisk ordning[1][2]
- Pherbellia albicarpa
- Pherbellia albocostata
- Pherbellia albovaria
- Pherbellia aloea
- Pherbellia alpina
- Pherbellia annulipes
- Pherbellia anubis
- Pherbellia argyra
- Pherbellia argyrotarsis
- Pherbellia austera
- Pherbellia beatricis
- Pherbellia borea
- Pherbellia brevistriata
- Pherbellia brunnipes
- Pherbellia bryanti
- Pherbellia californica
- Pherbellia causta
- Pherbellia chiloensis
- Pherbellia cinerella
- Pherbellia cingulata
- Pherbellia clathrata
- Pherbellia costata
- Pherbellia czernyi
- Pherbellia dentata
- Pherbellia ditoma
- Pherbellia dives
- Pherbellia dorsata
- Pherbellia dubia
- Pherbellia evittata
- Pherbellia fisheri
- Pherbellia footei
- Pherbellia frohnei
- Pherbellia fusca
- Pherbellia garganica
- Pherbellia goberti
- Pherbellia griseicollis
- Pherbellia griseola
- Pherbellia grisescens
- Pherbellia gutipennis
- Pherbellia guttata
- Pherbellia hackmani
- Pherbellia hermonensis
- Pherbellia hungarica
- Pherbellia idahoensis
- Pherbellia inclusa
- Pherbellia inflexa
- Pherbellia javana
- Pherbellia juxtajavana
- Pherbellia kivuana
- Pherbellia knutsoni
- Pherbellia koreana
- Pherbellia krivosheinae
- Pherbellia kugleri
- Pherbellia lichtwardti
- Pherbellia limbata
- Pherbellia luctifera
- Pherbellia lutheri
- Pherbellia marthae
- Pherbellia melanderi
- Pherbellia mikiana
- Pherbellia nana
- Pherbellia obscura
- Pherbellia obtusa
- Pherbellia oregona
- Pherbellia orientalis
- Pherbellia ozerovi
- Pherbellia pallidiventris
- Pherbellia pallipes
- Pherbellia paludum
- Pherbellia parallela
- Pherbellia patagonensis
- Pherbellia phela
- Pherbellia philippii
- Pherbellia pilosa
- Pherbellia pninae
- Pherbellia prefixa
- Pherbellia priscillae
- Pherbellia propages
- Pherbellia quadrata
- Pherbellia reticulata
- Pherbellia rozkosnyi
- Pherbellia schoenherri
- Pherbellia scutellaris
- Pherbellia seticoxa
- Pherbellia shatalkini
- Pherbellia silana
- Pherbellia similis
- Pherbellia sordida
- Pherbellia spectabilis
- Pherbellia stackelbergi
- Pherbellia steyskali
- Pherbellia stroblii
- Pherbellia stylifera
- Pherbellia subtilis
- Pherbellia suspecta
- Pherbellia tenuipes
- Pherbellia terminalis
- Pherbellia trabeculata
- Pherbellia tricolor
- Pherbellia trivittata
- Pherbellia ursilacus
- Pherbellia ventralis
- Pherbellia vitalis
- Pherbellia vittigera